# 明星セメント
明星セメント株式会社（みょうじょうセメント）は、太平洋セメント株式会社傘下のセメントメーカー。新潟県糸魚川市に本社と工場があり、セメントの製造、石灰石等の製造・販売、各種廃棄物の処理事業を行っている。

## 沿革
- 1958年（昭和33年） - 昭和電工、信越化学工業、日本カーバイド工業の3社が共同出資して設立。
- 1972年（昭和47年） - 当時の日本セメント（現：太平洋セメント）の完全子会社となる。
- 1979年（昭和54年） - 日本石灰石開発を合併。
- 1998年（平成10年） - 日本セメントと秩父小野田が合併、太平洋セメント（株）が発足
- 2002年（平成14年） - サミットエナジーと共同出資でサミット明星パワーを設立。
- 2008年（平成20年） - 創立50周年
- 2022年（令和4年） - デンカのセメント事業の譲受を発表[2]。

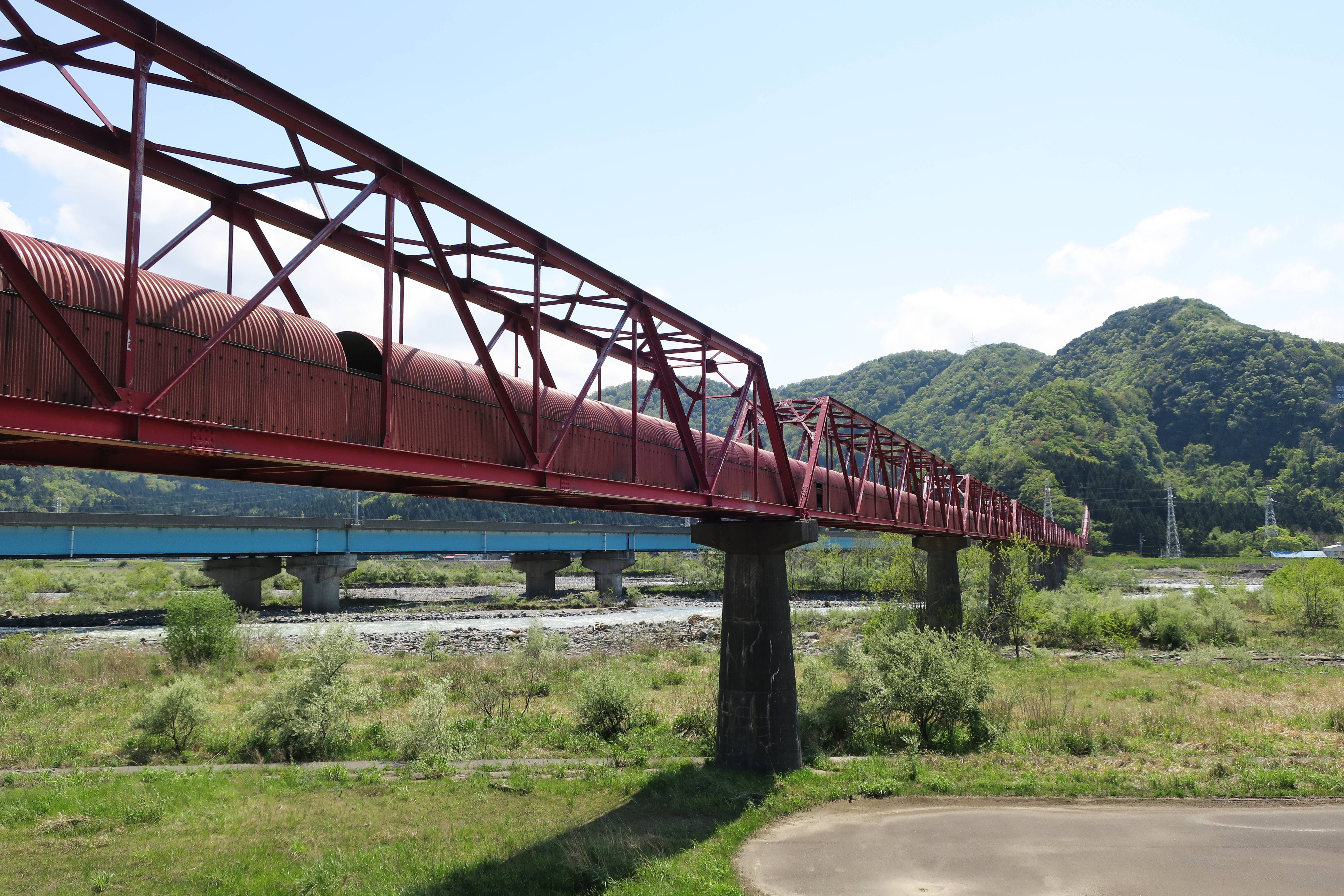
姫川に架かるケーブルベルトコンベア (CBC)
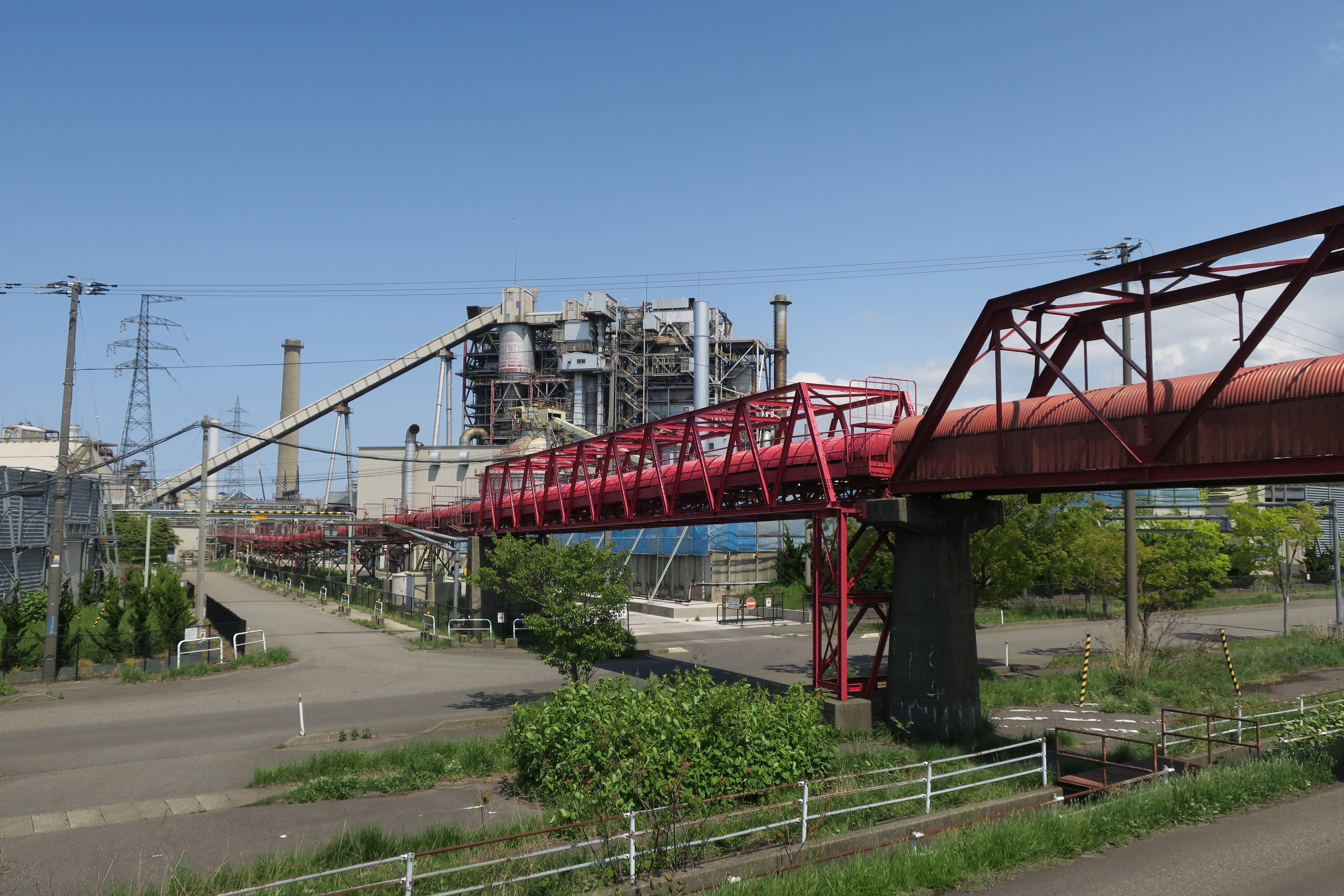
糸魚川発電所を横断し糸魚川工場に進入するCBC
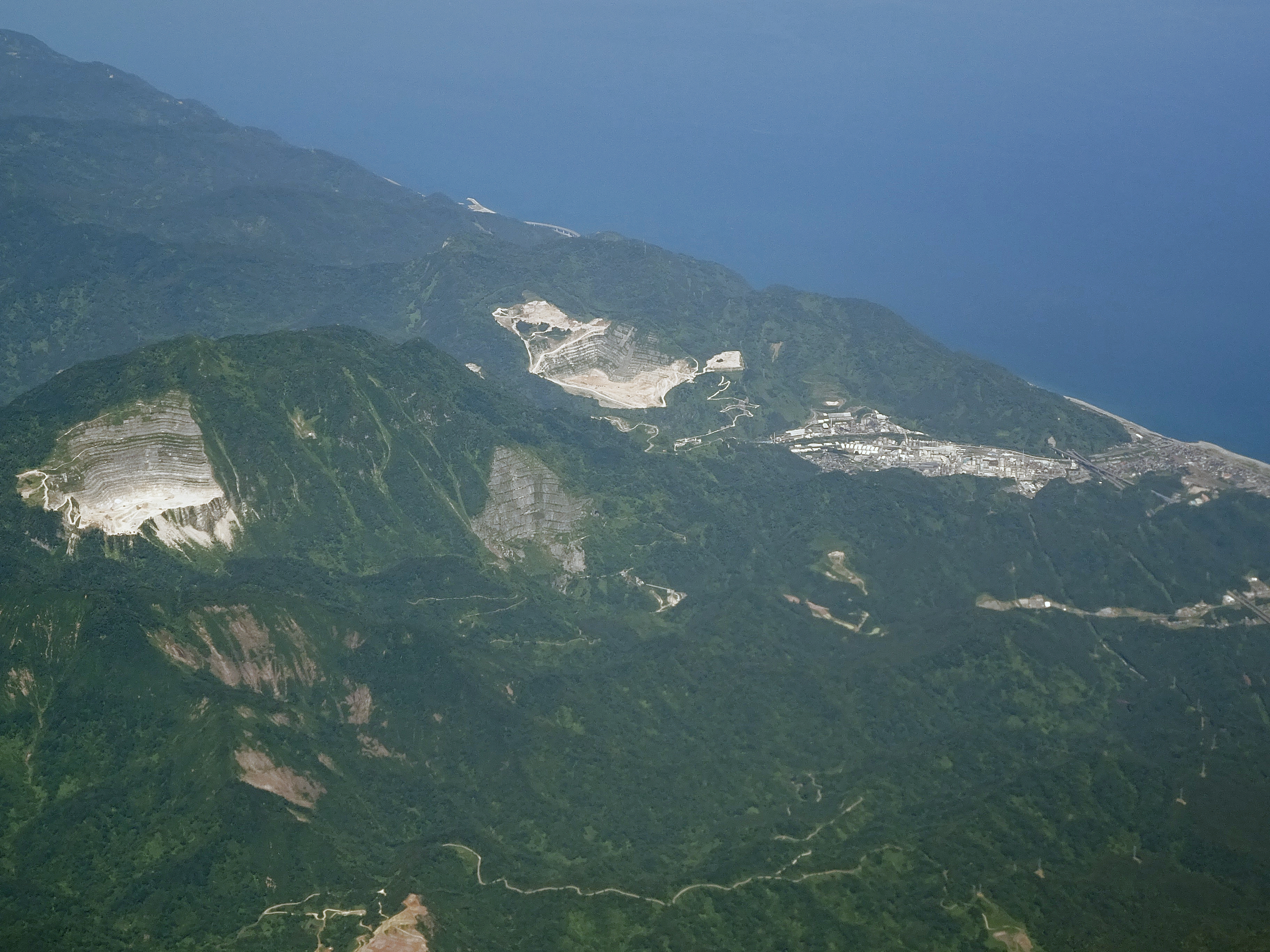
糸魚川市の明星セメントグループが掘った露天掘り石灰石鉱山を空撮